# منذرة (اسم)
منذرة هو اسم علم مؤنث من أصل عربي، ومعناه هو من الفعل أقبل، القادمة المتقدمة، المقدمة على الشيء بنفسها.

## وصلات خارجية
- موسوعة السلطان قابوس لأسماء العرب